# 吹田市立千里丘中学校
吹田市立千里丘中学校（すいたしりつ せんりおかちゅうがっこう）は、大阪府吹田市青葉丘南にある公立中学校。
地域の宅地化に伴う人口・生徒数の急増により、1977年に吹田市立山田中学校より分離開校した。吹田市の北東部・千里丘陵の一角を校区としている。

## 沿革
- 1977年4月 - 吹田市立山田中学校より分離開校。2年生を山田中学校より移籍。
- 1979年3月 - 校歌制定
- 1982年7月 - プール竣工式
- 1988年4月 - 養護学級設置

## 通学区域
- 吹田市立東山田小学校と吹田市立山田第二小学校、吹田市立千里丘北小学校の通学区域。

## 交通
- 大阪モノレール 宇野辺駅から徒歩約10分。